# Uno di noi (album Giorgio Vanni)
Uno di noi è il nono album del cantante e musicista italiano Giorgio Vanni il 1° novembre 2024 da Sony Music Italia. Viene pubblicato in anteprima a Lucca Comics & Games il 30 ottobre 2024. È il terzo greatest hits dell'artista.

## Antefatti
Il progetto Uno di noi nasce intorno al 2015, con una serie di video teaser pubblicati sui canali dell'artista a partire da marzo 2016, che coinvolgevano anche doppiatori come Emanuela Pacotto e Davide Garbolino. Tenuto da parte per vari anni la concretizzazione arriva nel 2024 a seguito dell'invito da parte di Sony Music, nella figura di Giorgio Zampollo, a realizzare una raccolta in CD e in vinile.
La promozione è iniziata sui social dell'artista a partire dal 23 settembre 2024, con una serie di video promozionali. Il titolo è stato reso noto il 24 mentre l'uscita dell'album il 26 settembre.

## Descrizione
Uno di noi è una raccolta che riunisce 18 tra sigle di cartoni animati e canzoni dell'artista, di cui l'inedito omonimo che dà il titolo all'album. L'album è stato pubblicato in più versioni tra CD e vinile:
- Doppio vinile blu autografato e CD autografato sullo store di Sony Music
- Doppio vinile giallo e CD per il circuito tradizionale.

Il lancio dell'album avviene il 1º novembre a Lucca Comics & Games 2024, con un firmacopie e un concerto sul main stage dell'Area Music, dove l'artista viene accompagnato dalla sua band, I figli di Goku, e il socio Max Longhi. In occasione della fiera, l'album è stato pubblicato nella "Lucca 2024 Edition" dove, sia per il vinile che per il CD, è stata inserita una cartolina numerata disegnata da ilbaffogram, nome d'arte di Giulio Mosca, con un'illustrazione differente in base al supporto musicale. In questa versione, il vinile è nella versione splatter.

## Tracce
CD
1. Uno di noi – 3:32 (Max Longhi e Giorgio Vanni; edizioni musicali Lova Music)
2. What's My Destiny Dragon Ball – 2:47 (testo: Alessandra Valeri Manera – musica: Max Longhi e Giorgio Vanni; edizioni musicali RTI SpA)
3. Yu-Gi-Oh! – 2:52 (testo: Alessandra Valeri Manera – musica: Max Longhi e Giorgio Vanni; edizioni musicali RTI SpA)
4. Supereroi – 3:31 (Giacomo Mazzoni, Matteo Schiavo, Max Longhi e Giorgio Vanni; edizioni musicali Cramps Musicc Srl, Danceandlove, Lova Music Srl, Subside Records Srl e The Saifam Group Srl)
5. Sole e Luna (feat. Dago Hernandez) – 3:47 (testo: Alessia Spera – musica: Max Longhi e Giorgio Vanni; edizioni musicali Lova Music Srl)
6. Detective Conan – 3:07 (testo: Alessandra Valeri Manera – musica: Max Longhi e Giorgio Vanni; edizioni musicali RTI SpA)
7. Maledetti scarafaggi – 2:08 (testo: Alessandra Valeri Manera – musica: Max Longhi e Giorgio Vanni; edizioni musicali RTI SpA)
8. He Man And The Masters Of the Universe – 3:08 (testo: Cheope e Giuseppe Anastasi – musica: Max Longhi e Giorgio Vanni; edizioni musicali RTI SpA)
9. Io credo in me – 3:21 (testo: Giuseppe Dati – musica: Cristiano Macrì; edizioni musicali RTI SpA)
10. Pokémon – 3:03 (testo: Alessandra Valeri Manera – musica: Max Longhi e Giorgio Vanni; edizioni musicali RTI SpA)
11. Keroro (feat. Sara Bernabini) – 2:57 (testo: Graziella Caliandro – musica: Max Longhi e Giorgio Vanni; edizioni musicali RTI SpA)
12. Pokemon: oltre i cieli dell'avventura – 3:05 (testo: Alessandra Valeri Manera – musica: Max Longhi e Giorgio Vanni; edizioni musicali RTI SpA)
13. All'arrembaggio! (versione 2010) – 3:10 (testo: Alessandra Valeri Manera – musica: Max Longhi e Giorgio Vanni; edizioni musicali RTI SpA)
14. Onda dopo onda (feat. Pietro Ubaldi) – 3:28 (testo: Alessia Spera – musica: Matteo Schiavo, Max Longhi e Giorgio Vanni; edizioni musicali Cramps Musicc Srl, Lova Music Srl, Subside Records Srl, The Saifam Group Srl)
15. Beyblade – 3:01 (testo: Alessandra Valeri Manera – musica: Max Longhi e Giorgio Vanni; edizioni musicali RTI SpA)
16. Toon Tunz (Noi siamo quelli del...) (feat. Amedeo Preziosi) – 3:35 (testo: Giorgio Vanni, Max Longhi, Daniele Cuccione e Amedeo Preziosi – musica: Max Longhi e Daniele Cuccione; edizioni musicali Lova Music Srl)
17. Blue Dragon (versione 2010) – 3:15 (testo: Fabio Gargiulo, Max Longhi e Giorgio Vanni – musica: Max Longhi e Giorgio Vanni; edizioni musicali RTI SpA)
18. Dragon Ball GT – 2:58 (testo: Alessandra Valeri Manera – musica: Max Longhi e Giorgio Vanni; edizioni musicali RTI SpA)

LP
Lato A
1. Uno di noi – 3:32
2. What's My Destiny Dragon Ball – 2:47
3. Yu-Gi-Oh! – 2:52
4. Supereroi – 3:31
5. Sole e Luna (feat. Dago Hernandez) – 3:47

Lato B
1. Detective Conan – 3:07
2. Maledetti scarafaggi – 2:08
3. He Man And The Masters Of the Universe – 3:08
4. Io credo in me – 3:21

Lato C
1. Pokémon – 3:03
2. Keroro (feat. Sara Bernabini) – 2:57
3. Pokemon: oltre i cieli dell'avventura – 3:05
4. All'arrembaggio! (versione 2010) – 3:10

Lato D
1. Onda dopo onda (feat. Pietro Ubaldi) – 3:28
2. Beyblade – 3:01
3. Toon Tunz (Noi siamo quelli del...) (feat. Amedeo Preziosi) – 3:35
4. Blue Dragon (versione 2010) – 3:15
5. Dragon Ball GT – 2:58

## Classifiche
| Classifica (2024)       | Posizione massima |
| ----------------------- | ----------------- |
| Italia                  | 15                |
| Italia (formati fisici) | 3                 |